# Храм Светог пророка Илије у Великој Буковици
Храм Светог пророка Илије у Великој Буковици, насељеном месту на територији града Добоја, припада Епархији зворничко–тузланској Српске православне цркве.

## Историјат
Храм Светог пророка Илије у Великој Буковици је димензија 17×8 метара, градња је почела 1921. године. Храм је 1924. освештао епископ шабачки Михаило Јовановић, администратор митрополије зворничко-тузланске. Прва и генерална обнова храма је била 1978. године. Иконе на иконостасу је осликао Александар Васиљевић из Добоја, а рестаурацију је извршио Ненад Дринић из Бијељине. Храм припада великобуковичкој другој парохији коју чине насеља Грабовица, део Мале Буковице, Руданка, Јазина и Улер.